# Max Richter (Komponist)
Max Richter (* 22. März 1966 in Hameln, Deutschland) ist ein in Deutschland geborener britischer Komponist. Er komponierte unter anderem die Musik für den Animationsdokumentarfilm Waltz with Bashir von Ari Folman und für den Science-Fiction-Film Ad Astra – Zu den Sternen von Regisseur James Gray.
Richter zeichnet ein Kompositionsstil der Verbindung von Ambient-Samples mit kammermusikalischer Instrumentierung aus. Seit seiner Arbeit mit den Techno- und Ambient-Pionieren The Future Sound of London versteht er Musik als ein Zusammenspiel aus Farben, Klängen und Gefühlen, die er in seine Kompositionen einzubringen versucht.

## Leben
Max Richter wurde in Deutschland als Sohn deutscher Eltern geboren und wuchs in England auf. Er studierte klassische Komposition und Klavier an der University of Edinburgh und an der Royal Academy of Music. Am Tempo Reale in Florenz lernte er bei dem italienischen Komponisten Luciano Berio.
Nach seinem Studium gründete Richter das aus sechs Pianisten bestehende Ensemble Piano Circus mit, das zeitgenössische Kompositionen unter anderem von Arvo Pärt, Brian Eno, Philip Glass und Steve Reich aufführt. Zehn Jahre arbeitete er mit dem Ensemble zusammen und produzierte mit ihnen fünf Alben. 1996 kollaborierte er mit The Future Sound of London als Pianist und Mitautor an dem Album Dead Cities. Anschließend arbeitete er zwei Jahre mit FSOL und wirkte an den Alben The Isness und The Peppermint Tree and Seeds of Superconsciousness mit. Zusammen mit dem Mercury-Prize-Gewinner Roni Size arbeitete Richter 2000 an dem Reprazent Album In the Mode. Nicht nur als Komponist war und ist Richter tätig, sondern auch als Produzent wirkte er an Alben mit. So produzierte er 2005 Vashti Bunyans Album Lookaftering und 2008 Kelli Alis Album Rocking Horse.
Ende Juni 2020 wurde Max Richter ein Mitglied der Academy of Motion Picture Arts and Sciences.

## Privates
Max Richter wohnte in London, Berlin, Edinburgh und Florenz. Er ist mit der Künstlerin Yulia Mahr verheiratet, mit der er drei Kinder hat. Heute lebt er mit seiner Familie in Oxfordshire auf einer ehemaligen Alpakafarm, wo er auch ein Studio eingerichtet hat.

## Werke

### Soloarbeiten
Im Jahr 2002 veröffentlichte Richter sein Solodebüt Memoryhouse, das er zusammen mit dem BBC Philharmonic Orchestra und dem Violinisten Alexander Bălănescu aufnahm. Der Komponist versteht sein Werk als ein experimentelles Album mit „documentary music“, die gleichsam reale und fiktive Geschichten behandelt. Memoryhouse verbindet Textsequenzen und Gedichtlesungen (u. a. Texte von Marina Iwanowna Zwetajewa), die mit Ambientsounds unterlegt sind. Fünf Stücke dieses Albums verwendete die sechsteilige BBC-Dokumentation Auschwitz: The Nazis and the Final Solution, und zwar Europe, After the Rain, The Twins (Prague), Fragment und Embers.
Auf seinem zweiten Album The Blue Notebooks von 2004 liest die Schauspielerin Tilda Swinton aus Franz Kafkas Tagebuchaufzeichnungen. Er selbst bezeichnet den Stil des Albums als „Post-Klassisch“ – eine Verbindung von Neo-Klassik, elektronischen Klängen und „found-sound“.
In Songs from Before (2006) liest Robert Wyatt Textpassagen von Haruki Murakami. Die Werke des japanischen Schriftstellers haben Richter zu seinen Kompositionen inspiriert. Im Jahr 2008 veröffentlichte Richter sein viertes Soloalbum 24 Postcards in Full Colour – eine Kollektion aus 24 klassisch komponierten Werken, die auch als Klingeltöne gedacht sind. Die Stücke variieren das Thema und setzen sich aus Pianomelodien, Streicherarrangements und elektronischen Elementen zusammen. Sein Album Infra ist eine Bearbeitung seiner Komposition für das gleichnamige Tanzstück von Wayne McGregor, für das der bildende Künstler Julian Opie die Computeranimationen kreiert hat. 2008 wurde das Stück vom Royal Ballet in London uraufgeführt.
Im Jahr 2015 veröffentlichte Richter sein bisher ehrgeizigstes Projekt, Sleep, ein 8,5-stündiges Hörerlebnis, das auf eine volle Nachtruhe ausgerichtet ist. Das Album selbst enthält 31 Kompositionen, von denen die meisten 20–30 Minuten dauern, die alle auf Variationen von 4–5 Themen basieren. Die Musik ist ruhig, langsam, weich und wurde für Klavier, Cello, zwei Bratschen, zwei Geigen, Orgel, Soprangesang, Synthesizer komponiert. Richter veröffentlichte auch eine einstündige Version des Projekts (From Sleep).
Im Januar 2017 wurde Max Richters achtes Album Three Worlds: Music From Woolf Works veröffentlicht. Die Musik stammt aus der Partitur, die Richter für das Ballett Woolf Works in Zusammenarbeit mit dem Choreographen Wayne McGregor komponiert hat. Das Album folgt einer dreiteiligen Struktur, wobei die Teile drei Büchern von Virginia Woolf (Mrs Dalloway, Orlando und Die Wellen) entsprechen.

### Filmmusik
Richter komponiert regelmäßig Filmmusik. Zu seinen bekanntesten Arbeiten gehört der Filmscore zu Ari Folmans Waltz with Bashir, der für einen Oscar und die Goldene Palme nominiert wurde und ihm 2008 den Europäischen Filmpreis für die beste Filmmusik einbrachte. Des Weiteren schrieb er die Filmmusik für Feo Aladags Die Fremde (weitere Musik Stéphane Moucha), welche 2010 mit dem Preis der deutschen Filmkritik für die beste Filmmusik ausgezeichnet wurde. Für Martin Scorseses Film Shutter Island wurde 2010 Richters Komposition On the Nature of Daylight aus seinem Album The Blue Notebooks mit Dinah Washingtons Gesang This Bitter Earth kombiniert. Die Melodie wurde ebenfalls für den Film Arrival von Denis Villeneuve verwendet. Richter schrieb außerdem den Soundtrack zu Peter Richardsons Dokumentarfilm How to die in Oregon (2011), die Filmmusik zu Impardonnables von André Téchiné sowie für den Science-Fiction-Film Ad Astra – Zu den Sternen von Regisseur James Gray. Weitere Filme, die Richters Musik verwenden, sind das französische Drama Sarahs Schlüssel von Gilles Paquet-Brenner, David Mackenzies Thriller Perfect Sense sowie Anja Salomonowitz’ Spielfilm Spanien (2012). Für die Musik zu Cate Shortlands Film Lore erhielt Richter den Bayerischen Filmpreis 2012.
In den letzten Jahren hat sich Richter außerdem der Komposition für Fernsehserien gewidmet. 2014 wurde er für die Titelmusik der HBO-Fernsehserie The Leftovers bei den Hollywood Music in Media Awards ausgezeichnet. Für Regisseur Joe Wright komponierte er die Musik zu einer Folge der Serie Black Mirror (Folge „Abgestürzt“ in Staffel 3) und ist seit 2017 für die Komposition der auf BBC One ausgestrahlten Serie Taboo verantwortlich.

## Kooperationen
In Zusammenarbeit mit dem Tänzer Wayne McGregor und dem Künstler Julian Opie schrieb Richter die Musik zu dem Ballettstück „Infra“, das 2008 im Royal Opera Haus in London uraufgeführt wurde.
2010 schuf Richter die Klanginstallation The Anthropocine für Darren Almonds Filminstallation in der White Cube Gallery London.
Im Oktober 2021 kuratierte Richter zusammen mit seiner Lebenspartnerin Yulia Mahr das viertägige Reflektor Festival an der Elbphilharmonie in Hamburg. Dafür sind sie mit dem 2022 Opus Klassik in der Kategorie Innovatives Konzert des Jahres ausgezeichnet.

## Diskografie
Alben
- Memoryhouse. BBC, 2002; FatCat Records, 2009
- The Blue Notebooks. FatCat Records, 2004 (UK: Silber)
- Songs from Before. FatCat Records, 2006
- 24 Postcards in Full Colour. FatCat Records, 2008
- Infra. FatCat Records, 2010

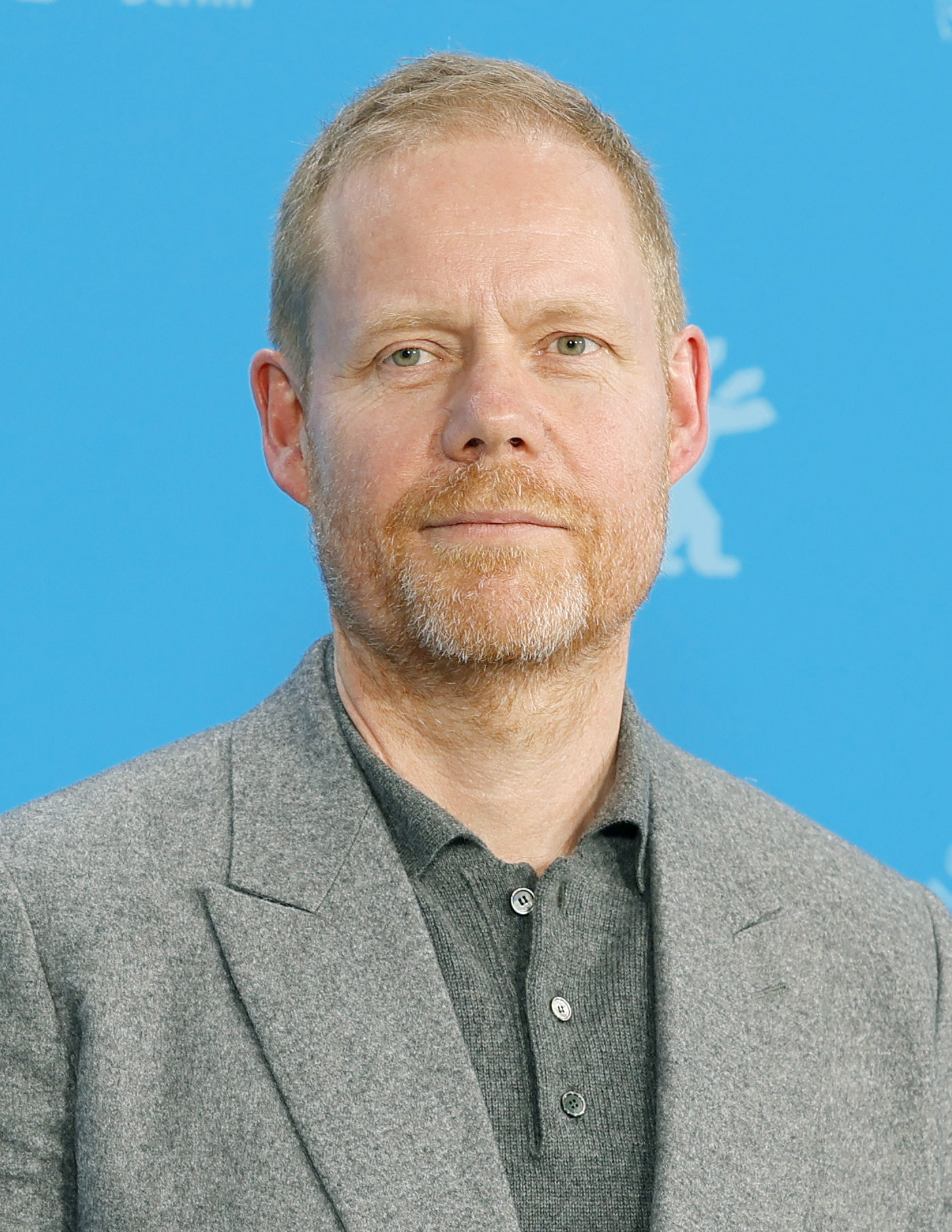
Max Richter 2024 in Berlin

- Recomposed by Max Richter: Vivaldi – The Four Seasons. Deutsche Grammophon, 2012
- The Congress. Milan, 2014
- Sleep. Deutsche Grammophon, 2015[10]
- From Sleep. Deutsche Grammophon, 2015
- Henry May Long. Deutsche Grammophon, 2017
- Three Worlds: Music From Woolf Works. Deutsche Grammophon, 2017
- Out of the Dark Room. (2-CD-Kompilation), 2017
- The Blue Notebooks (15 Years). Deutsche Grammophon, 2018
- Voyager – Essential Max Richter. Deutsche Grammophon, 2019
- Voices. Deutsche Grammophon, 2020
- Exiles. Deutsche Grammophon, 2021
- The New Four Seasons – Vivaldi Recomposed. Deutsche Grammophon, 2022
- In A Landscape. Deutsche Grammophon, 2024

Lieder
- Dream 1 (Before The Wind Blows It All, 2015, UK: Silber)

## Filmografie
- 2003: Gender Trouble (Dokumentar-Kurzfilm)
- 2003: Geheime Geschichten (Fernsehfilm)
- 2006: Soundproof (Fernsehfilm)
- 2006: Work (Kurzfilm)
- 2006: Drowning (Kurzfilm)
- 2007: Hoffnung (Nadzieja)
- 2008: Frankie Howerd: Rather You Than Me (Fernsehfilm)
- 2008: Butterfly (Kurzfilm)
- 2008: Henry May Long
- 2008: Waltz with Bashir (ואלס עם באשיר, Dokumentarfilm)
- 2008: Royal Ballet World Premiere (Dokumentarfilm)
- 2008: Pinguin gefunden (Lost and Found, Kurzfilm)
- 2009: Penelopa
- 2009: La vie sauvage des animaux domestiques (Dokumentarfilm)
- 2009: La prima linea
- 2009: Lila, Lila
- 2010: Die Fremde
- 2010: My Trip to Al-Qaeda (Dokumentarfilm)
- 2010: Womb
- 2010: Sarahs Schlüssel (Elle s’appelait Sarah)
- 2011: Perfect Sense
- 2011: How to Die in Oregon (Dokumentarfilm)
- 2011: Infra (Kurzfilm)
- 2011: Impardonnables
- 2011: Gangsters (Edwin Boyd: Citizen Gangster)
- 2011: Co Raz Zostalo Zapisane (Kurzfilm)
- 2011: El destello (Dokumentarfilm)
- 2012: Spanien
- 2012: Lore
- 2012: Das Mädchen Wadjda (وجدة)
- 2012: Stein der Geduld (سنگ صبور)
- 2012: Disconnect
- 2013: Die Nonne (La religieuse)
- 2013: The Congress (כנס העתידנים)
- 2013: Lunchbox (द लंच बॉक्स)
- 2013: The Last Days on Mars
- 2013: Choral des Todes (La Marque des anges)
- 2013: Prison Terminal: The Last Days of Private Jack Hall (Dokumentar-Kurzfilm)
- 2014: The Green Prince (Dokumentarfilm)
- 2014: 96 heures
- 2014: Recomposing Vivaldi (Dokumentarfilm)
- 2014: Recomposed by Max Richter Live from Berlin
- 2014: Cesta ven
- 2014: Woodkid: The Golden Age (Kurzfilm)
- 2014: Escobar: Paradise Lost (Paradise Lost)
- 2014: Testament of Youth
- 2014–2017: The Leftovers (Fernsehserie, 28 Episoden)
- 2015: You always follow me (Kurzfilm)
- 2015: Angel in Red (Dokumentar-Kurzfilm)
- 2015: Into the Forest
- 2015: Hide (Kurzfilm)
- 2015: John Holder: Illustrator [The Authorised Documentary] (Dokumentar-Kurzfilm)
- 2015: Portrait of a Dancer: Sarah Lamb (Dokumentar-Kurzfilm)
- 2016: A Life Worth Living (Dokumentar-Kurzfilm)
- 2016: Die Tänzerin (La danseuse)
- 2016: Das Morgan Projekt (Morgan)
- 2016: Black Mirror (Fernsehserie, Episode 3x01 Abgestürzt)
- 2016: Die Erfindung der Wahrheit (Miss Sloane)
- 2016: PatchWork: Bleu + Rouge (Kurzfilm)
- 2016: Arrival
- 2017: Vom Ende einer Geschichte (The Sense of an Ending)
- 2017: Rückkehr nach Montauk
- 2017: Taboo (Fernsehserie, 9 Episoden)
- 2017: One Last Time, I Promise (Kurzfilm)
- 2017: Guerrilla (Miniserie, 6 Episoden)
- 2017: The Royal Ballet: Woolf Works (Fernsehfilm)
- 2017: Flesh of the Universe (Kurzfilm)
- 2017: Feinde – Hostiles (Hostiles)
- 2018: An Ending (Kurzfilm)
- 2018: On the Nature of Daylight (Kurzfilm)
- 2018: White Boy Rick
- 2018: Werk ohne Autor
- 2018: Maria Stuart, Königin von Schottland (Mary Queen of Scots)
- 2018–2020: Meine geniale Freundin (L’amica geniale, Fernsehserie, 16 Episoden)
- 2019: Ad Astra – Zu den Sternen (Ad Astra)
- 2019: A Backwards Love Story (Kurzfilm)
- 2024: Spaceman: Eine kurze Geschichte der böhmischen Raumfahrt (Spaceman)

## Auszeichnungen
Max Richter hat 13 Filmpreise gewonnen und wurde für 19 weitere nominiert, darunter 2017 für einen Primetime Emmy (Taboo) und 2020 für einen Oscar (To the Stars).
- Europäischer Filmpreis 2008: „Beste Filmmusik“ für Waltz with Bashir
- Preis der deutschen Filmkritik 2010 für Die Fremde
- Bayerischer Filmpreis 2012 für Lore
- Echo Klassik 2013: „Klassik ohne Grenzen“[12]
- International Film Music Critics Award (IFMCA) 2019 für Mary Queen of Scots